# Н̣
Cette page contient des caractères spéciaux ou non latins. S’ils s’affichent mal (▯, ?, etc.), consultez la page d’aide Unicode.
L’enne point souscrit (capitale Н̣, minuscule н̣) est une lettre de l’alphabet cyrillique qui est utilisée dans la translittération de l’écriture arabe.

## Utilisations
Dans le dictionnaire russe-pachto-dari de Konstantin Aleksandrovitch Lebedev publié en 1983 et les éditions suivantes, l’enne point souscrit ‹ н̣ › est utilisé pour translittérer la lettre nūn rond souscrit ‹ ڼ › .

## Représentations informatiques
L’enne point souscrit peut être représenté avec les caractères Unicode suivants :
- décomposé (cyrillique, diacritiques) :

| formes    | représentations | chaînes de caractères | points de code | descriptions                                                |
| --------- | --------------- | --------------------- | -------------- | ----------------------------------------------------------- |
| capitale  | Н̣               | Н◌̣                    | U+041D U+0323  | lettre majuscule cyrillique enne diacritique point souscrit |
| minuscule | н̣               | н◌̣                    | U+043D U+0323  | lettre minuscule cyrillique enne diacritique point souscrit |